# Clinică stomatologică
Clinica stomatologică este o unitate medicală dedicată tratamentelor dentare (stomatologice).
În mod normal, are în dotare mai multe unități (scaune) stomatologice, și poate acoperi toate specialitățile stomatologice, de la un simplu consult, până la operații de chirurgie orale complexe (extracție de molari de minte incluși, rezecții apicale).